# Robert Wyss (Grafiker)
Robert «Röbi» Wyss (* 10. Juli 1925 in Luzern; † 15. Februar 2004 in Adligenswil) war ein Schweizer Holzschneider, Illustrator, Zeichner, Grafiker und Kunstmaler.

## Leben
Röbi Wyss besuchte als Schüler von Max von Moos die Kunstgewerbeschule Luzern. Ende der 1940er Jahre ging er nach Paris an die Académie de la Grande Chaumière. Ab 1953 arbeitete Wyss als selbständiger Grafiker. Er gehörte zu den bekanntesten Holzschnitt-Künstlern der Schweiz des 20. Jahrhunderts und präsidierte ab 1970 die Sektion Schweiz der internationalen Holzschneider-Vereinigung XYLON; das Amt gab er erst 1991 wieder ab.
In seinem frühen Werk stellte Wyss vor allem Menschen und «Akteure der menschlichen Komödie» in den Mittelpunkt. In den 1970er Jahren befasste er sich vermehrt mit abstrakten Landschaften. Den Farbdruck entdeckte er für sich erst spät. Als Grafiker und Illustrator bebilderte er Zeitungen, literarische Werke und Schulbücher, etwa des Benziger Verlages und der Goldauer Konferenz. Für sein Werk wurde Wyss mehrmals mit Preisen ausgezeichnet. 1957 erhielt Wyss den Anerkennungspreis des Kunst- und Kulturpreises der Stadt Luzern.

## Publikationen
- Xylon 5: Robert Wyss
- Xylon 43: Robert Wyss
- Xylon 51/52: Schweizer Künstler der Xylon
- Xylon 66: Portrait
- Holzschnitte 1948—1998. Diopter-Verlag, Luzern. (Ausführliche Monografie)[3]
- Robert Wyss: Katalog der Sonderausstellung im Kunstmuseum Luzern vom 2. Oktober–14. November 1976.[4]
- Manuel Gasser: Robert Wyss. Zürich, 1964.[5]

## Ausstellungen
Wyss stellte an vielen Einzelausstellungen in der Schweiz und im Ausland aus, etwa bei der Sonderausstellung im Kunstmuseum Luzern im Spätherbst 1976. 1998 würdigte das Talmuseum Engelberg Wyss mit einer umfassenden Retrospektive der Holzschnitt-Arbeiten.

## Preise
- 1957 Anerkennungspreis der Stadt Luzern
- 1968 Golden Pen of Belgrade
- 1979: Erster Preis für Internationale Grafik an der Triennale in Grenchen.
- 1984 Prix étoile an der 9. Internationalen Triennale für farbige Originalgraphik, Grenchen
- 1984: Kunst- und Kulturpreis der Stadt Luzern
- 1991: Preis des schweizerischen Lithographenbundes.[3]